# 各有少年时
《蠢蠢欲動》（英語：Everybody Wants Some!!，原名為）是一部2016年美国青春喜剧电影，理查德·林克莱特编剧并执导，布萊克·詹納、Ryan Guzman、泰勒·霍奇林、懷特·羅素、柔伊·德區和葛倫·鮑威爾主演。Annapurna Pictures制作，派拉蒙电影公司负责发行。2016年4月15日上映。

## 剧情
以1980年为背景，主要讲述德州的一所大学在正式开学前，大一新生、棒球运动员杰克与棒球队的同级以及学長罗珀、威洛比等人一起社交娱乐、练习打棒球，以及杰克与戏剧系女生Beverly交往恋爱的故事。

## 角色
- Blake Jenner - Jake Bradford，大一新生
- Zoey Deutch - Beverly
- Glen Powell - Finnegan "Finn"
- Tyler Hoechlin - Glen McReynolds
- Ryan Guzman - Kenny Roper
- Wyatt Russell - Charlie Willoughby
- Temple Baker - Tyrone Plummer
- J. Quinton Johnson - Dale Douglas
- Will Brittain - Billy "Beuter" Autrey
- Juston Street - Jay Niles
- Forrest Vickery - Coma
- Tanner Kalina - Alex Brumley
- Austin Amelio - Nesbit
- Michael Monsour - Justin
- Jonathan Breck - 棒球教练 Gordan
- Dora Madison Burge - Val

## 制作
林克莱特表示，本片在背景的设置和故事情节方面都像是《年少輕狂》精神上的“续集”。
2014年10月13日于德州奥斯汀开拍，也在德州的Weimar、San Marcos、Bastrop、Elgin、聖安東尼奧取景和Taylor拍摄。

## 发行
2016年3月11日在西南偏南影展上首映，4月1日有限上映，4月15日正式公映。

## 評價
爛番茄新鮮度87%，基於191條評論，平均分為7.6/10，而在Metacritic上得到83分，收穫普遍好評。还被《时代杂志》评为年度十佳影片之列。

## 奖项
2016年哥谭独立电影奖
- 最佳影片提名
- 观众奖提名